# Ferdinand Fintelmann
Joachim Anton Ferdinand Fintelmann (* 30. Januar 1774 in Charlottenburg; † 24. Dezember 1863 ebenda) war ein Königlicher Hofgärtner auf der Pfaueninsel und im Schlossgarten Charlottenburg.

## Leben und Wirken
Ferdinand Fintelmann war der Sohn des Hofgärtners in Charlottenburg Carl Friedrich Fintelmann und der Anna Dorothea, der jüngsten Tochter des Hofgärtners Joachim Arndt Saltzmann. Den Gärtnerberuf erlernte er von 1790 bis 1793 im Neuen Garten in Potsdam bei Johann August Eyserbeck, der das Areal im Auftrag Friedrich Wilhelms II. nach dem Vorbild des Wörlitzer Parks gestaltete. Nach der Ausbildung war Fintelmann bis 1795 als Gärtnergehilfe im Königlichen Garten, vermutlich Charlottenburg, tätig, von 1795 bis 1799 beim Fürsten Anton Radziwiłł in Tschernowitz, wo er 1798 Christine Kitze heiratete und von 1799 bis 1800 beim Fürstbischof im Kloster Oliva bei Danzig. Anschließend ging er als Adjunkt zur Unterstützung seines über 60-jährigen Vaters zurück nach Charlottenburg, der in der Schlossanlage für den Küchengarten verantwortlich war. 

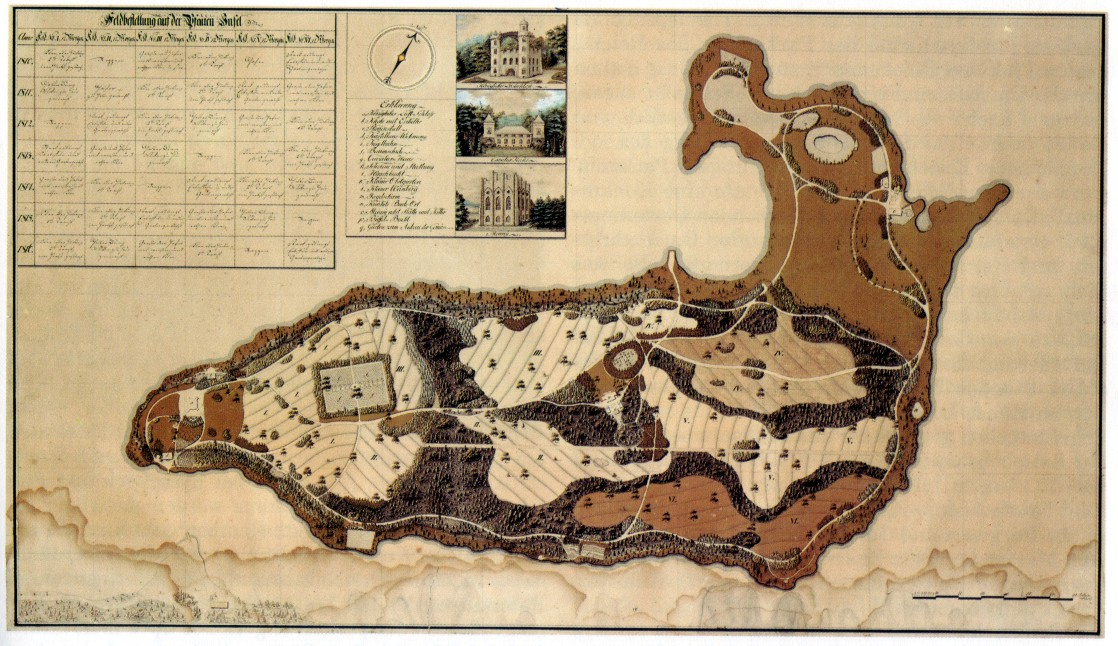
Plan der Pfaueninsel, 1810, Ferdinand Fintelmann

1804 berief ihn Friedrich Wilhelm III. als Hofgärtner auf die Pfaueninsel. Dort gestaltete er das Areal mit Peter Joseph Lenné zwischen 1816 und 1834 zu einem Landschaftspark mit schmückenden Gartenpartien, wie dem Rosengarten mit zu damaliger Zeit 2.100 Rosenhochstämmen und 9.000 Strauchrosen aus der 1821 erworbenen Privatsammlung des Berliner Arztes Dr. Böhm, dessen labyrinthische Gestaltung in der Geschichte der Rosengärten keine vergleichbare Form kannte. In der Zusammenarbeit, aus der eine lebenslange Freundschaft entstand, entwickelte Lenné gemeinsam mit dem Freunde die Gestaltungskonzepte vor Ort, die Fintelmann dann realisierte und [...] in einer Planzeichnung festhielt. Zudem wurden unter Fintelmann seit etwa 1818 neue Gewächshäuser gebaut, wie das 1831 fertiggestellte Palmenhaus für 42 besonders große Palmen aus der Sammlung des Bankiers Fulchiron in Passy und weitere Pflanzen, die der Landschaftsmaler Carl Blechen 1832 bis 1834 auf Innenansichten des 1880 abgebrannten Gewächshauses darstellte. Neben der landschaftsgärtnerischen Umgestaltung der Insel machte sich Fintelmann zudem mit Versuchen zur Kirschtreiberei einen Namen sowie in der Kultivierung und Verwendung von Blattpflanzen, die nicht allein im Freien, sondern auch in Zimmern, […] besonders in Berlin und Umgebung, später in ganz Norddeutschland Beifall fand. Die Pfaueninsel wurde damit zur Wiege der Blattpflanzenmode des 19. Jahrhunderts. Außerdem begann er eigenartige Ideen ins Leben zu rufen, wozu unter anderem die bis dahin ungebräuchliche gruppenweise Auspflanzung und Verwendung tropischer Blattpflanzen im Freien [gehörte], die von Berlin und Potsdam aus eine […] grosse Entwicklung […] nahm, beherrschte die Blaufärbung der Hortensien-Blüten durch die Bereitung eines säurehaltigen Bodens und kultivierte Dahlien, zu damaliger Zeit Georginen genannt. An den durch Alexander von Humboldt 1804 in Preußen bekannt gewordenen Georginen unternahm Fintelmann schon um 1812 Züchtungsversuche und hatte laut eigenem Erfahrungsbericht in der 1824 vom Berliner Gartenbauverein herausgegebenen Zeitschrift „Verhandlungen des Vereins zur Beförderung des Gartenbaues in den Königlich Preußischen Staaten“ bereits über 200 Spielarten in seinem Besitz und diese zwei Jahre später um das Doppelte erhöht.
Am 1. Mai 1834, andere Quellen datieren auf den 1. April 1834, wurde der 60-jährige Fintelmann als Nachfolger des verstorbenen Georg Steiner nach Charlottenburg berufen. Das Amt des Hofgärtners auf der Pfaueninsel, und dort seit 1810 auch die Aufgaben des Kastellans, übernahm der Neffe Gustav I. Adolph Fintelmann. 1845 ging Ferdinand Fintelmann eine zweite Ehe ein und heiratete Caroline Mayer, die Tochter eines Berliner Arztes und Schwester des Hofgärtners in Monbijou Ludwig Mayer, genannt Louis. Ferdinand Fintelmann blieb bis zu seinem Tod 1863 in Charlottenburg, wo er noch mit 89 Jahren im Amt des Hofgärtners tätig war, da Pensionierungen nur in Ausnahmefällen genehmigt wurden. Er versuchte, wie viele seiner betagten Amtskollegen, ohne Hilfe auszukommen, um das Gehalt nicht mit einem Adjunkt oder Nachfolger teilen zu müssen, was sich im Schlossgarten Charlottenburg negativ auf den Pflegezustand auswirkte. Der Gartenintendant Alexander Graf von Keller schrieb, die Anlage sei zuletzt vollständig herabgekommen gewesen und würde nach keiner Seite mehr den berechtigten Anforderungen der Gegenwart entsprechen. Am 28. Januar 1864 folgte ihm sein Neffe Carl Julius Fintelmann im Amt.

## Ehrungen und Mitgliedschaften
Der vielseitig talentierte Ferdinand Fintelmann wurde in seiner Zeit für die Erfolge in der Kultivierung von Pflanzen, als Landschaftsgärtner und für die kunstvollen Planzeichnungen geschätzt. Auch als Blumenmaler zeigte er seine künstlerische Begabung. Der kunstreiche Burgwart und Gärtner, […], gewandt mit dem krummen Messer und dem Zeichenstifte, wie ihn Johann Gottfried Schadow nach einem Besuch auf der Pfaueninsel beschrieb, fand 1825 Aufnahme im Berliner Künstlerverein, und der Botaniker Karl Sigismund Kunth benannte 1837 eine von Friedrich Sello entdeckte Cyperaceen-Art Fintelmannia restitoides. Eine besondere Ehrung erhielt Fintelmann, als ihn Friedrich Wilhelm IV. 1853 als ersten Hofgärtner mit dem Roten Adlerorden III. Klasse mit Schleife dekorierte und 1854 mit dem Titel Oberhofgärtner auszeichnete.
Wie zahlreiche Hofgärtner war auch Ferdinand Fintelmann Freimaurer. Bereits 1801 trat er der Charlottenburger Johannisloge „Luise zur gekrönten Schönheit“ bei und affiliierte 1816 zur „Minerva“. In dem fachspezifischen Verein der 1791 in Potsdam gegründeten „Märkische Ökonomische Gesellschaft“ war er 1824 im Mitgliederverzeichnis eingetragen. Als Gründungsmitglied des 1822 ins Leben gerufenen „Vereins zur Beförderung des Gartenbaues in den Königlich Preußischen Staaten“, kurz „Berliner Gartenbauverein“, wo er seit 1823 Vorsteher des Ausschusses für Blumenzucht war, publizierte Ferdinand Fintelmann seine Erfahrungen in den vereinseigenen Schriften „Verhandlungen des Vereins zur Beförderung des Gartenbaues in den Königlich Preußischen Staaten“, die bis 1848 das richtungsweisende Organ des deutschen Gartenbaus waren.

## Publikationen
- Bemerkungen über Kirschtreiberei, in: Verhandlungen des Vereins zur Beförderung des Gartenbaues, Heft 1, 1824
- Bemerkungen über die gefüllt blühenden Georginen, in: Verhandlungen des Vereins zur Beförderung des Gartenbaues, Heft 1, 1824
- Beobachtungen und Erfahrungen über künstliche Befruchtung der Blumen und Bäume, in: Verhandlungen des Vereins zur Beförderung des Gartenbaues, Heft 2, 1826
- Eßkastanie auf Eiche veredelt (Chionanthus auf Esche), in: Verhandlungen des Vereins zur Beförderung des Gartenbaues, Heft 2, 1826
- Über die Kultur der blauen Hortensien, in: Verhandlungen des Vereins zur Beförderung des Gartenbaues, Heft 5, 1829
- Über Spargelbeete und Erdbeeranlagen, in: Verhandlungen des Vereins zur Beförderung des Gartenbaues, Heft 6, 1830